# 贝勒福斯
贝勒福斯（法語：Bellefosse，法語發音：[bɛlfos] ⓘ）是法国下莱茵省的一个市镇，属于莫尔塞姆区。

## 地理
贝勒福斯（48°24'17"N, 7°12'54"E）面积7.34 平方千米，位于法国大東部大區下莱茵省，该省份为法国大陆部分最东部的省份，是阿尔萨斯的一部分，今与上莱茵省组成了阿尔萨斯欧洲集体，其南至上莱茵省，西南接孚日省和默尔特-摩泽尔省，西接摩泽尔省，北与德国接壤。
与贝勒福斯接壤的市镇（或旧市镇、城区）包括：贝尔蒙、布朗什吕、布雷唐巴克、科尔鲁瓦拉罗什、勒奥瓦尔德、朗吕、斯泰日、瓦尔代尔斯巴克。
贝勒福斯的时区为UTC+01:00、UTC+02:00（夏令时）。

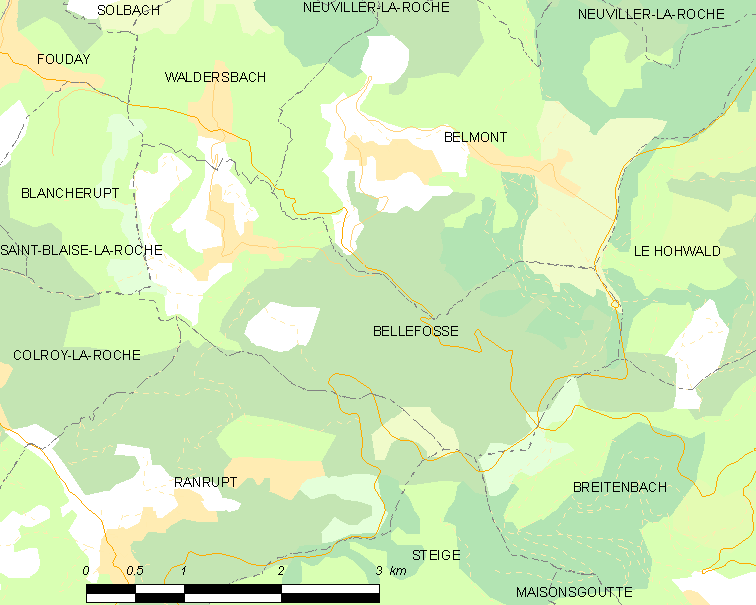
贝勒福斯的OSM定位图

## 行政
贝勒福斯的邮政编码为67130，INSEE市镇编码为67026。

## 政治
贝勒福斯所属的省级选区为米齐格县。

## 人口

1962-2008年间贝勒福斯人口变化图示

贝勒福斯于2022年1月1日时的人口数量为170人。